# André Beaufre
André Beaufre, né le 25 janvier 1902 à Neuilly-sur-Seine (Hauts-de-Seine) et mort le 13 février 1975 à Belgrade (Serbie), est un général d'armée français.
Stratège militaire bien connu par les Anglo-saxons, il a été un grand défenseur de l'indépendance nucléaire française. Il peut être considéré comme un père fondateur des théories utilisées de nos jours à propos du terrorisme ou de la guérilla, appelée de son temps « guerre révolutionnaire ».
Il a notamment commandé la Force A de l'expédition alliée contre l'Égypte en 1956 lors de la crise de Suez. Il est par ailleurs l'auteur d'un important ouvrage théorique sur la stratégie militaire : Introduction à la stratégie (1963).

## Biographie

### Jeunesse et études
Né en 1902,, André Beaufre entre à Saint-Cyr en 1921, où il rencontre Charles de Gaulle qui est alors instructeur. En 1925, il est au Maroc pour la guerre du Rif, où il est gravement blessé.
Beaufre étudie ensuite à l'École supérieure de guerre et à l'École libre des sciences politiques.

### Parcours professionnel
Sa carrière militaire est riche. En 1938, il part pour une mission d'un an à Moscou. Pendant la Seconde Guerre mondiale, il est affecté au grand quartier général au début du conflit. Weygand le prend à son cabinet lorsqu'il devient, fin 1940, délégué général en Algérie. Alors qu'il est secrétaire à la Défense Nationale en Algérie, auprès du général Weygand, en 1940 et 1941, il est arrêté par le régime de Vichy pour avoir tenté, avec le fondateur du réseau Alliance, Georges Loustaunau-Lacau, de renverser l'allégeance de l'armée d'Afrique au profit des Alliés. Jugé à Clermont-Ferrand en octobre 1941, il est renvoyé de l'armée et condamné à deux mois de prison. Après sa libération en 1942, il rejoint l'armée française de la Libération dans laquelle il sert sur plusieurs fronts jusqu'à la fin de la guerre en 1945. Sa femme passe également en Algérie en novembre 1942, grâce au réseau Alliance.
Il sert ensuite durant la guerre d'Indochine, au sein du commandement opérationnel au Tonkin de 1947 à 1948, puis auprès de De Lattre en 1950.
Beaufre devient ensuite un général de la guerre d'Algérie. Il dirige la 11e division d'infanterie. Tout juste revenu d'Indochine et mal informé du caractère nationaliste du conflit en cours en Afrique du Nord, il rencontre quelques difficultés.
En 1956, lors de la crise de Suez, le général Beaufre dirige en Égypte la Force A, corps expéditionnaire français, à l'échelon Task Force. Contrairement à une idée répandue, Beaufre ne dirige pas souverainement l'armée française. Il est subordonné d'une part à l'amiral Pierre Barjot qui commande à l'échelle du théâtre d'opération, et d'autre part aux militaires Britanniques (le général Stockwell (en) pour l'essentiel) car depuis le début de l'opération les Français acceptent la subordination aux Britanniques pour des raisons politiques et logistiques (Chypre est encore britannique). Cette victoire militaire qui se transforme en fiasco politique et diplomatique influence beaucoup sa pensée stratégique. Par exemple, il met en place à Suez un 5e Bureau chargé de la guerre psychologique, montrant ainsi sa volonté d'élargir le champ de bataille.
En 1958, Beaufre devient Chef du General Staff du Grand Quartier général des puissances alliées en Europe (Supreme Headquarters, Allied Powers Europe). En 1960, général d'armée, il devient le chef français du groupe permanent de l'OTAN à Washington.
En 1962, le Général De Gaulle le jugeant trop « atlantiste », préfère nommer Charles Ailleret pour devenir le chef d'État-major général de la Défense nationale. 
Beaufre va se consacrer ensuite à la stratégie. À la demande de Pierre Messmer, ministre des Armées, il crée l'Institut français de défense stratégique. En 1964, il fonde la revue Stratégies et entame une carrière de journaliste au Figaro et à RTL. À travers ses livres et ses conférences, il s'affirme comme l'un des plus grands penseurs de la dissuasion nucléaire (nuclear deterrence), quitte à s'opposer parfois à Raymond Aron ou à Lucien Poirier. Il considère que l'équilibre nucléaire participe à la stabilisation mondiale en termes de conflits.
Il meurt à Belgrade le 13 février 1975, d'une crise cardiaque dans un hôtel de Belgrade où il séjournait sur l'invitation du Conseil des activités scientifiques des forces armées yougoslaves. Son épouse est décédée en 2012.

## Œuvre

### Introduction à la stratégie
L’œuvre abondante du général Beaufre est dominée par un triptyque composé de l’Introduction à la stratégie (1963), Dissuasion et stratégie (1964) et Stratégie de l’action (1966),. Influencé par Clausewitz, Beaufre donne de la stratégie un ensemble de définitions qui se fondent sur la notion de duel : « art de faire concourir la force à atteindre les buts de la politique ». Son système repose sur une trinité : la force, la volonté et la liberté, qu’il croise avec des variateurs, les niveaux, les modes et les attitudes. Ainsi, la force est subdivisée en quatre niveaux : paix complète, niveau de la guerre froide, niveau de la guerre classique, niveau de la guerre nucléaire.
L’Introduction à la stratégie sert un but précis : considérer la stratégie non point comme un ensemble de règles universelles et figées, mais bien plutôt comme une méthode de pensée formalisée qu’enrichit l’histoire. Elle s'articule en quatre parties : dans sa « vue d’ensemble de la stratégie », le général Beaufre livre les prérequis théoriques de la discipline ; avec la « stratégie militaire classique », il récapitule ses grandes mutations de l’Antiquité à nos jours ; la « stratégie atomique » est présentée dans un troisième temps ; il conclut avec la « stratégie indirecte ».
Au premier chapitre, le général Beaufre définit la stratégie comme « la dialectique des volontés employant la force pour résoudre les conflits ». La finalité est de « créer et exploiter une situation entraînant une désintégration morale de l’adversaire suffisante pour lui faire accepter les conditions qu’on veut lui imposer ». Plusieurs modèles stratégiques peuvent être employés. Le général Beaufre en distingue cinq, chacun variant selon les objectifs fixés et les moyens alloués.
Premièrement, le modèle de « conflit violent visant la victoire militaire », quand l’objectif et les moyens sont considérables. Ce modèle fut théorisé par Clausewitz et domina l’Europe jusqu’au début du XXe siècle quand la Grande guerre pointa ses limites. Deuxièmement, le modèle de « pression indirecte », quand l’objectif est modeste et les moyens limités. Ce modèle dépasse le cadre militaire pour y associer pressions diplomatiques, sanctions économiques et manœuvres politiques. L’Allemagne nazie employa notamment cette logique de pression indirecte pour réaliser une suite d’objectifs intermédiaires, comme l’annexion des Sudètes en 1938. Troisièmement, le modèle « par actions successives », quand l’objectif est considérable et les moyens limités. Ce modèle peut se combiner à d’autres, comme celui de pression indirecte. L’Allemagne nazie, par actions successives, parvint finalement à vaincre et occuper la France. Quatrièmement, le modèle de « lutte totale prolongée de faible intensité militaire ». Il correspond typiquement à une situation de guerre de libération ou de décolonisation qui, compte–tenu des moyens limités des autochtones, conduit le parti des insurgés à adopter une « stratégie de conflit de longue durée visant à réaliser l’usure morale, la lassitude de l’adversaire ». Ce modèle fut théorisé et employé par Mao Zedong. Cinquièmement, le modèle de « la menace directe », s’inscrivant plus particulièrement dans l’ère atomique et correspondant à une situation où les objectifs sont relativement modestes et les moyens objectivement disproportionnés.
Pour déterminer quel modèle utiliser, le stratège doit faire preuve de raison et de créativité. De même que Napoléon écrivait que la stratégie était « un art simple mais tout d’exécution », Beaufre écrit qu’« aucun artiste n’a jamais peint un tableau en partant d’une liste complète de règles théoriques ». Le général Beaufre considère la préparation comme l’élément capital de la stratégie contemporaine. À ce titre, il prône le développement des services de renseignement et de la prospective stratégique.
Fernand Bouquerel a repris ce cadre d'analyse pour l'appliquer à la stratégie d'entreprise dans son livre Management (1969).

### Le Drame de 1940
Dans son livre datant de 1965 Le Drame de 1940, Beaufre écrit que la déroute de l'armée française est l'évènement le plus important du vingtième siècle.
Pour comprendre les raisons de cette défaite catastrophique, il faut étudier l'histoire, la politique et les aspects militaires. Si les causes visibles de la défaite semblent militaires (mauvaise utilisation des blindés en particulier), les causes profondes se trouvent dans le contexte social et politique. La France des années 1930 est divisée, comme le prouve l'hostilité envers Léon Blum, qui le 4 juin 1936, occupant alors la présidence du Conseil, doubla le budget du Ministère de la guerre à la grande surprise du général Gamelin ; en conséquence, Léon Blum se fit traiter de "Fauteur de Guerre" par toute la droite Française.

## Publications
- Introduction à la stratégie, 1963, Fayard/Pluriel, 2012.
- Dissuasion et stratégie, Armand Colin, 1964
- Le Drame de 1940, Plon, 1965
- La Revanche de 1945, Plon, 1966
- L'O.T.A.N. et l'Europe, 1966
- L'Expédition de Suez, Grasset, 1967
- Mémoires 1920–1940–1945, 1969
- La Nature des choses, 1969
- L'Enjeu du désordre, Grasset, 1969
- La Guerre révolutionnaire, Fayard, 1972
- La Nature de l'histoire, Plon, 1974
- Crises et guerres. Sept ans au Figaro, Presses de la Cité, 1974
- La Stratégie de l'action, Aube, rééd. 1997

Autres :
- Histoire de la France, 1972, écrit conjointement avec Jean-François Genest, Jean-Loup Berger et Gilles Valois
- « Français sous l'uniforme : L'Armée d'Afrique », dans Jacques Meyer (dir.) et alii (préf. Emmanuel Berl), Vie et mort des Français (1939-1945), Paris, Hachette (réimpr. 1980) (1re éd. 1971), 614 p., p. 447-475.
- La Seconde Guerre mondiale (8 volumes reliés, parus en cahiers hebdomadaires à pagination continue), 1970, réalisée par Historia sous la direction du général André Beaufre
- Historia Magazine - La Guerre d'Algérie, 112 numéros (réunis en dix volumes), parus de 1971 à 1974, édités par Librairie Jules Tallandier, le général Beaufre, comme conseiller militaire pour la rédaction.
- André Beaufre (général), Le drame de 1940, préface et notes du général Nicolas Le Nen, éditions Perrin, 2020.

## Décorations
Grand-croix de la Légion d'honneur en 1973
 Médaille des évadés
 Médaille de la Résistance française
 Croix du combattant volontaire de la guerre de 1939-1945